# ティトゥ・クシ
ティトゥ・クシ（英: Titu Cusi, 西: Don Diego de Castro Titu Cusi Yupanqui, ケチュア語: Titu Kusi Yupanki, ? - 1571年, 在位：1560年-1571年）は、名目上インカ帝国の皇帝である。

## 概要
父はマンコ・インカ・ユパンキ（Manku Inka Yupanki)。兄弟にサイリ・トゥパック（Sayri Tupaq）、トゥパック・アマル（Tupaq Amaru）らがいる。
以前に、インカ帝国はフランシスコ・ピサロによって征服されているが、新しい「ビルカバンバ（Vilcabamba）のインカ帝国」の首都を拠点にスペインに抵抗を続けていた。その後、スペインとの折衝によって洗礼されたにもかかわらず、主権を持するように求め、1570年にスペインのフェリペ2世に国民の受けた苦しみを表現する手紙を書いた（Relación de cómo los españoles entraron en Pirú y el subceso que tuvo Mango Inca en el tiempo que entre ellos vivió）。1571年5月、天然痘で死去。